# Mullus barbatus barbatus
Mullus barbatus barbatus comunemente conosciuto come triglia di fango, è un pesce osseo marino della famiglia Mullidae.

## Distribuzione e habitat
La triglia di fango è diffusa nel Mar Nero, nel Mediterraneo e nell'Oceano Atlantico, dalla Manica (molto raramente a nord fino alla Norvegia) al Senegal e alle Azzorre. Gli adulti popolano fondali sabbiosi, fangosi e ghiaiosi fino a 300-500 metri di profondità mentre i giovanili si possono trovare in acque basse.

## Descrizione
Questa specie è molto simile alla triglia di scoglio da cui si distingue solo per alcuni particolari anatomici (oltre che per l'habitat completamente diverso). La testa ha un profilo verticale, nella triglia di scoglio invece ha un profilo più appuntito. Come in tutti i mullidi sono presenti due barbigli posti sotto il mento, dotati di funzioni sensoriali, usati per scovare le prede nel sedimento. La prima pinna dorsale è in genere incolore, mentre nella congenere di scoglio porta delle strisce scure. Altro particolare che la distingue da M. surmuletus sono le due grosse squame presenti sotto l'occhio, precedute da una di dimensioni più ridotte, che nella triglia di scoglio invece sono solo due (manca la squama più piccola). La colorazione generale è rosea sul dorso e biancastra nella parte ventrale, spesso una striscia rossiccia longitudinale è presente tra l'occhio ed il peduncolo caudale. In certe situazioni il ventre può essere marmorizzato di scuro. La dimensione massima è di oltre 20 cm.

## Biologia

### Comportamento
Svolge una vita di gruppo, stando sui fondali profondi e nuotando vicino al substrato. Ricerca continuamente l'alimento con i barbigli, che sono provvisti di recettori tattili e gustativi.

### Alimentazione
Si nutre di invertebrati bentonici. 

### Riproduzione
Si riproduce durante la primavera, quando gli adulti si spostano per la riproduzione in acque meno profonde del solito. Dalle uova nascono larve che raggiungeranno i 4-5 cm (stadio giovanile), durante queste fasi viene svolta una vita pelagica; il pesciolino è privo di barbigli, molto allungato e di colore azzurro-argenteo. Quando raggiungono alcuni cm di lunghezza si spostano verso le acque basse costiere, spesso in vicinanza delle foci e iniziano a vivere sul fondo. Sempre in questo periodo di vita la livrea da azzurra passa al rosa-rosso dell'adulto. Nell'inverno successivo infine migrano a profondità maggiori.

## Pesca
La triglia di fango rappresenta una della specie demersali di maggior importanza per la pesca commerciale mediterranea. Viene catturata soprattutto con la pesca a strascico, viste le alte profondità a cui vivono gli adulti. Le carni sono ottime, molto delicate ma facilmente deperibili. Viene di solito fritta o cucinata con olio, pomodoro fresco, aglio e prezzemolo (triglie alla livornese).